# Sucre (provincie)
Sucre is een provincie in het oostelijk deel van de regio Ayacucho in Peru. De provincie heeft een oppervlakte van 1.786 km² en telt 11.993 inwoners (2015). De hoofdplaats van de provincie is het district Querobamba.

## Bestuurlijke indeling
De provincie Sucre is verdeeld in elf districten, UBIGEO tussen haakjes:
- (050902) Belén
- (050903) Chalcos
- (050904) Chilcayoc
- (050905) Huacaña
- (050906) Morcolla
- (050907) Paico
- (050901) Querobamba, hoofdplaats van de provincie
- (050908) San Pedro de Larcay
- (050909) San Salvador de Quije
- (050910) Santiago de Paucaray
- (050911) Soras

Cangallo · Huamanga · Huanca Sancos · Huanta · La Mar · Lucanas · Parinacochas · Páucar del Sara Sara · Sucre · Víctor Fajardo · Vilcas Huamán